# Sandro Burki
Sandro Burki, (ur. 16 września 1985) w Wil – szwajcarski piłkarz grający na pozycji pomocnika. Obecnie występuje w FC Aarau. W reprezentacji Szwajcarii zadebiutował w 2008 roku.